# Selenipedium palmifolium
Selenipedium palmifolium là một loài thực vật có hoa trong họ Lan. Loài này được (Lindl.) Rchb.f. & Warsz. miêu tả khoa học đầu tiên năm 1854.

## Hình ảnh

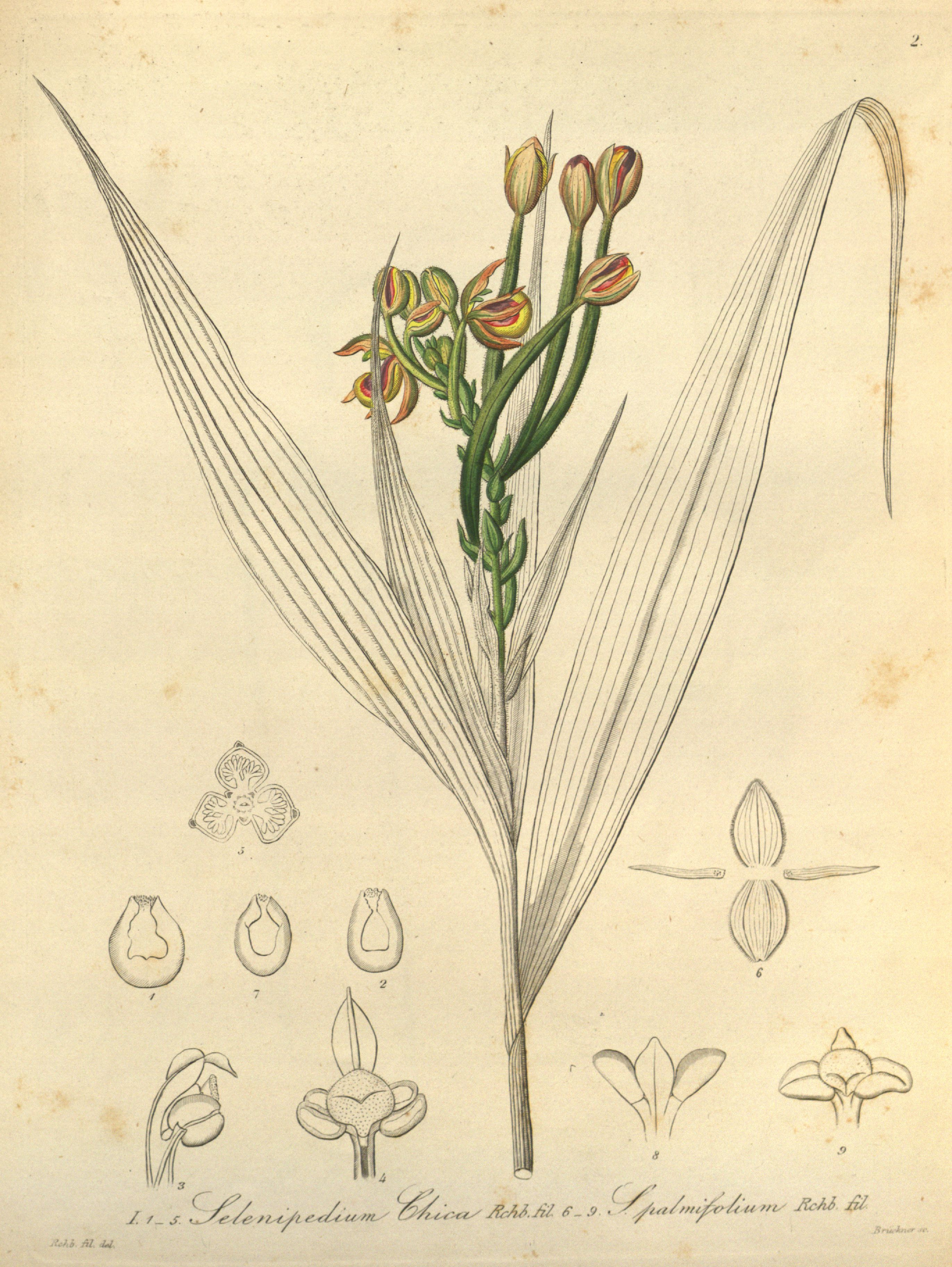
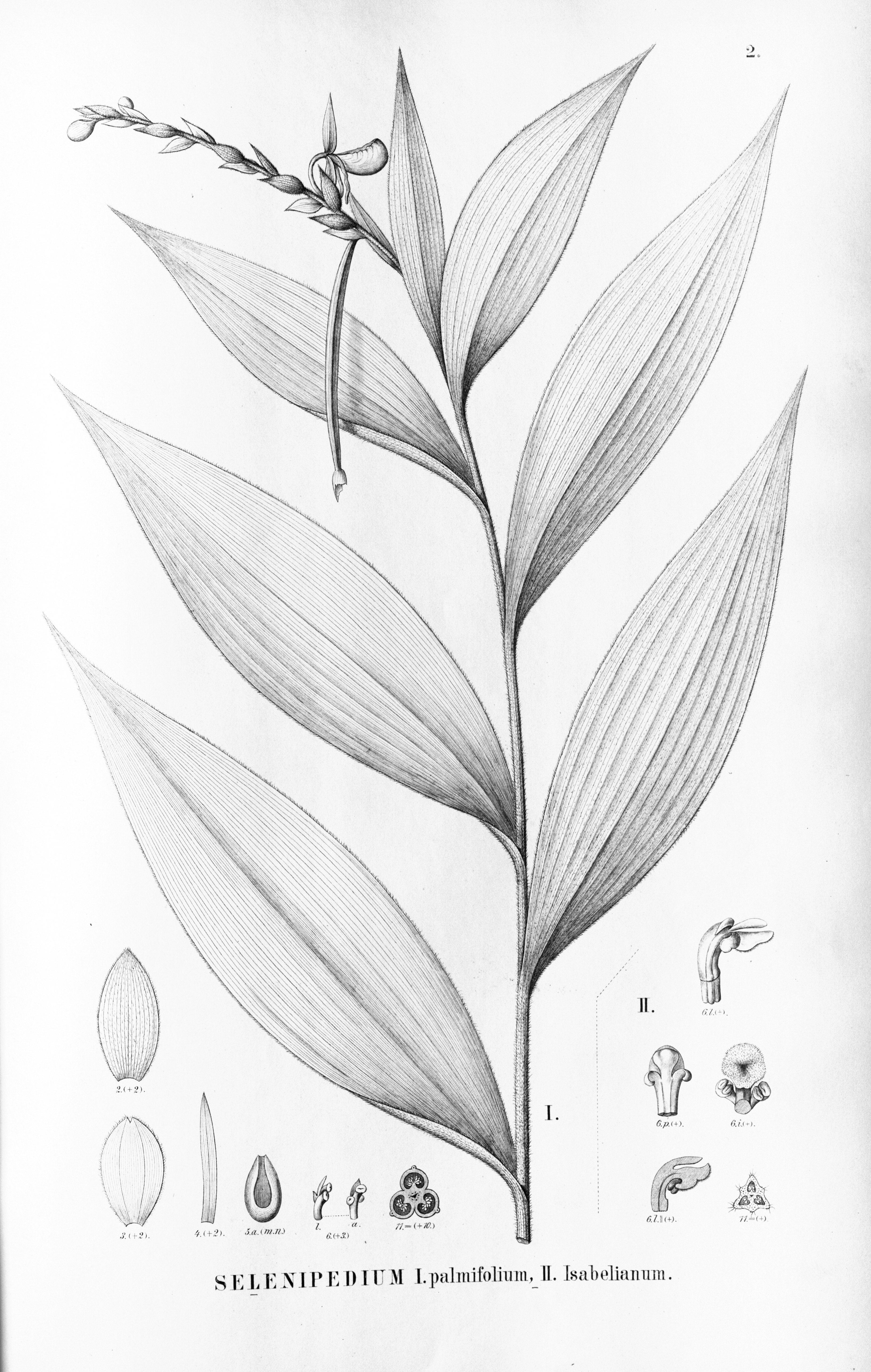
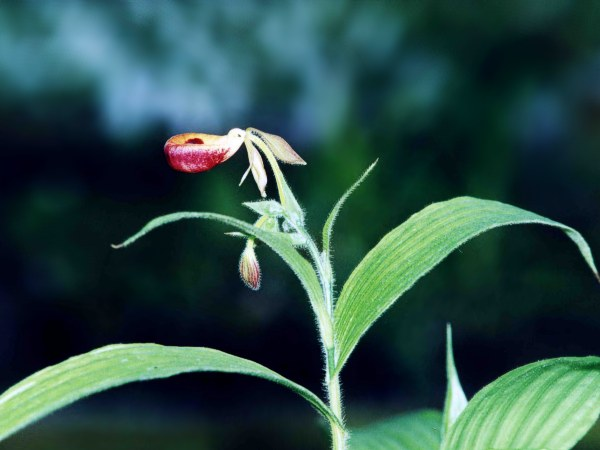
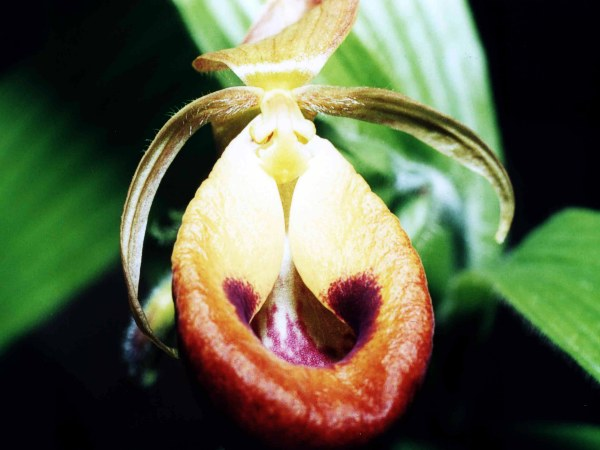